# Lord del sigillo imperiale
Il lord del sigillo imperiale o più formalmente lord custode del sigillo imperiale (内大臣?, Naidaijin) era un incarico amministrativo di alto livello dell'Impero del Giappone, non facente però parte del gabinetto. Il lord del sigillo imperiale era responsabile del mantenimento del sigillo privato del Giappone e del sigillo di Stato del Giappone e dell'amministrazione dei documenti imperiali.
L'incarico di lord del sigillo imperiale era identico solo in nome all'antico naidaijin.

## Incarico indipendente
L'incarico attuale venne costituito nel 1885 dopo la fondazione del governo Meiji e del relativo gabinetto di governo; ad ogni modo; il lord del sigillo imperiale venne separato dallo stesso gabinetto di governo, agendo come un consigliere diretto e personale dell'Imperatore. Egli era inoltre responsabile dell'amministrazione dei documenti imperiali come lettere ufficiali o editti. Le petizioni presso l'imperatore o la corte venivano trasmesse dall'ufficio del lord del sigillo imperiale.

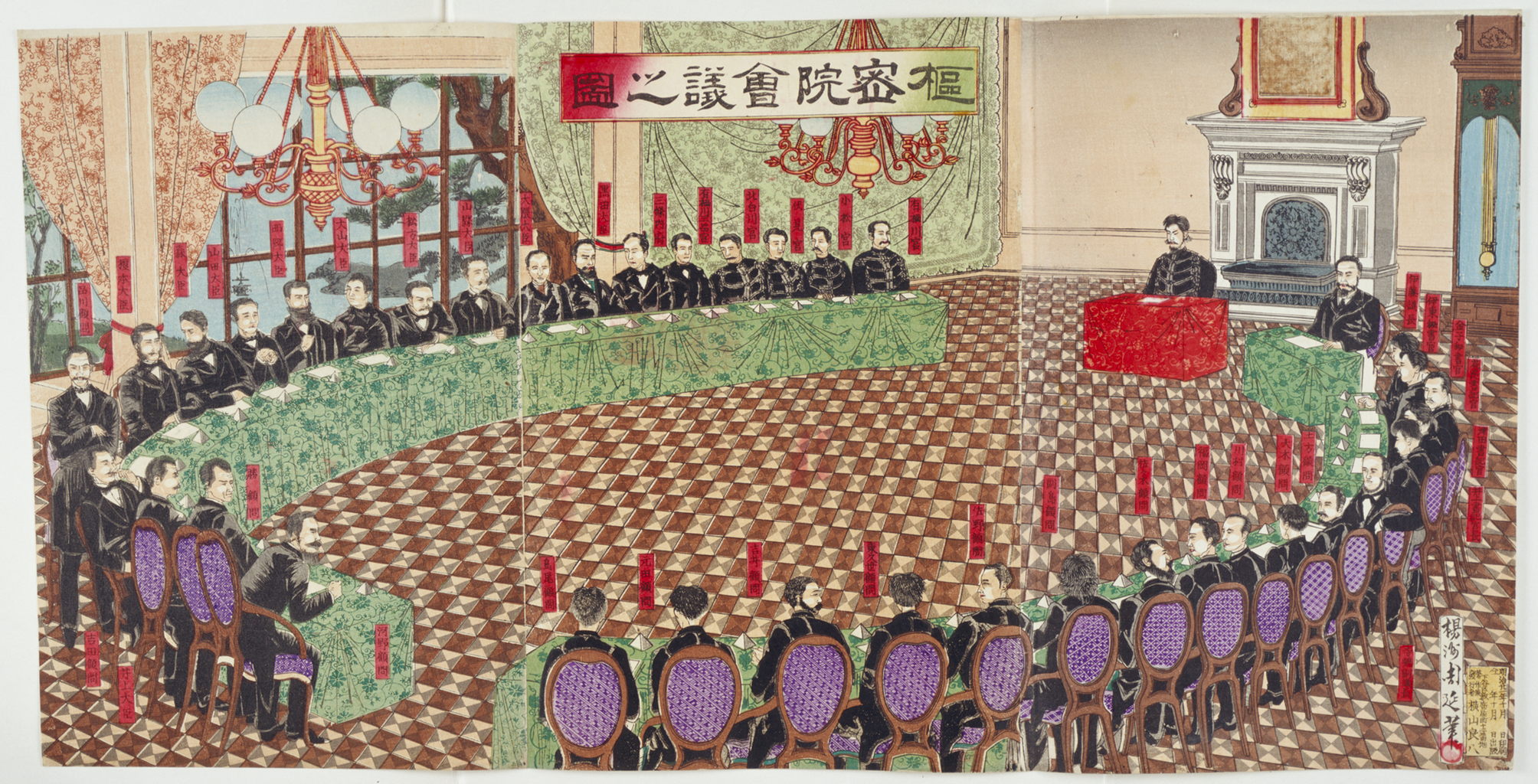
L'imperatore incontra il suo Consiglio Privato, che venne creato separatamente tre anni dopo l'istituzione del lord del sigillo imperiale. Stampa su legno Nishiki-e di Yōshū Chikanobu, 1888

Quando il Consiglio Privato venne creato nel 1888, il lord del sigillo imperiale mantenne il proprio ruolo di consigliere indipendente. Il termine "privato" infatti identifica la relazione diretta e la particolare fiducia nei confronti dell'imperatore.
Nel 1907 l'incarico venne espanso a divenire il naidaijin-fu (ufficio del lord del sigillo imperiale) con un capo segretario, tre segretari ordinari e sei assistenti di modo da ampliare le disponibilità e le funzioni del genrō.

## Periodo Shōwa
Dopo l'inizio dell'imperatore Shōwa nel 1925, l'incarico e la posizione di lord del sigillo imperiale divenne sempre più importante a spese del ruolo di primo ministro. Politicamente in lotta con la Dieta del Giappone, il lord del sigillo imperiale era in grado di controllare completamente chi avesse diritto o meno ad avere udienze con l'imperatore, così come il passaggio di informazioni. Questo rese il lord del sigillo imperiale in carica, il marchese Kido Kōichi più potente addirittura del primo ministro.
Dopo la seconda guerra mondiale, l'incarico di lord del sigillo imperiale venne ufficialmente abolito, il 24 novembre 1945. L'abolizione dell'incarico venne ufficializzata con la proclamazione di una nuova costituzione nel novembre del 1946. Il gran ciambellano Hisanori Fujita fu l'ultimo a ricoprire anche l'incarico di lord del sigillo imperiale.
Attualmente, il sigillo è competenza del ciambellano del Giappone.

## Elenco dei lord del sigillo imperiale
| Nome                      | Periodo di incarico                  |
| ------------------------- | ------------------------------------ |
| Sanjō Sanetomi            | 22 dicembre 1885 – 18 February 1891  |
| Tokudaiji Sanetsune       | 21 febbraio ry 1891 – 12 agosto 1912 |
| Katsura Tarō              | 21 agosto 1912 – 21 dicembre 1912    |
| principe Fushimi Sadanaru | 21 dicembre 1912 – 13 gennaio 1915   |
| Ōyama Iwao                | 23 aprile 1915 – 10 dicembre 1916    |
| Matsukata Masayoshi       | 2 maggio 1917 – 18 settembre 1922    |
| Hirata Tōsuke             | 19 settembre 1922 – 30 maggio 1925   |
| Hamao Arata               | 30 marzo 1925 – 30 marzo 1925        |
| Makino Nobuaki            | 30 marzo 1925 – 26 febbraio 1935     |
| Saitō Makoto              | 26 febbraio 1935 – 26 febbraio 1936  |
| Ichiki Kitokurō           | 6 marzo 1936 - 6 marzo 1936          |
| Yuasa Kurahei             | 6 marzo 1936 – 1º giugno 1940        |
| Kido Kōichi               | 1º giugno 1940 – 24 novembre 1945    |
| Fujita Hisanori           | 25 novembre 1945 - 2 novembre 1946   |

## Vedi
- Lord del Sigillo Privato
- Guardiano dei Sigilli